# Покривна структура

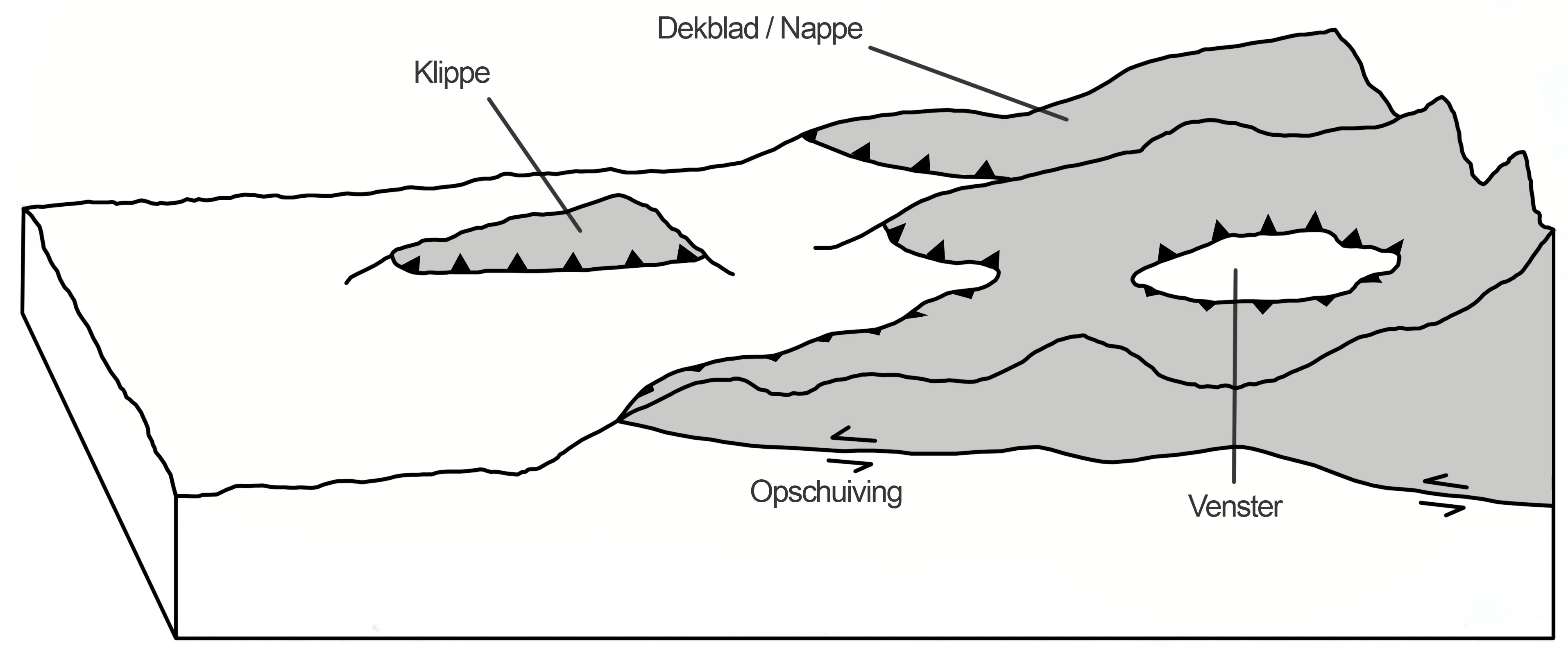
Покривна структура.

Покривна структура (рос. покровная структура, англ. nappe structure; нім. Deckenbau m) — геологічна структура, обумовлена наявністю покривів тектонічних.
Гори, які мають П.с., називаються горами покривного типу. Приклад — Східні Альпи.